# Haywards
Haywards est une petite localité à flanc de colline dans la  Vallée de Hutt près de la cité de Wellington, dans l’Île du Nord de la Nouvelle-Zélande.

## Caractéristique
Elle est connue pour son importante  sous-station électrique, qui est le principal transformateur pour alimenter la région de Wellington, et le principal convertisseur de l’île du Nord pour la liaison électrique inter-île HVDC, qui relie les réseaux électriques des îles du Nord et du Sud.

## Situation
Les banlieues et villes près de Haywards comprennent Belmont, Judgeford, Silverstream, Trentham et Taitā.

## Accès
La route State Highway 58/S H 58 (en) est la principale route de la  vallée de Hutt, allant vers la ville de Pauatahanui à celle de Porirua.
Elle quitte la route State Highway 2 (en) au niveau de la ville de Haywards. 
Cette «highway» fut la première construite durant les années 1870 .
Des années 1940 aux années 1970, une ligne de chemin de fer fut proposée: la ligne Haywards–Plimmerton (en), passant par ce trajet.
En juin 2010, le résultat d'un programme d’évaluation des trajet indiquait que le trajet de Haywards Hill, était parmi les pires de la région de  Wellington avec un score de seulement 2 sur une échelle possible de 5 . 
L'Agence pour les transports de Nouvelle-Zélande (en) avait aussi proposé un projet pour la création d’un échangeur surélevé à l’intersection de la SH2 et de la SH58 au niveau de Haywards, comprenant un nouveau parking et le remplacement du passage souterrain existant avec une passerelle piétonne à travers la SH2 vers la banlieue de  Manor Park . 

## La sous-station électrique et l’installation du transformateur HVDC
La sous-station électrique de Haywards est une des plus importantes sous-stations de l’opérateur du réseau national (grid) qui est  la société Transpower NZ (en) et un élément clé du (réseau national d’électricité de la Nouvelle-Zélande (en)). 
C’est la station du convertisseur de l’île du Nord pour le HVDC Inter-Îles, qui est connectée avec la principale sous-station de la HVAC et convertit le courant électrique ±350 kV transmis ensuite directement au convertisseur de l’île du Sud situé au niveau du barrage de Benmore en courant de 220 V alternatif pour l’utilisation dans l’île du Nord et vice versa.
Le transformateur interconnectant du 220 kV vers le 110 kV d’Haywards, fournit le courant du réseau régional en 110 kV domestique, qui alimente la plus grande partie de la région de Wellington.
D’autres transformateurs situés à Haywards rabaissent encore le courant du voltage 110 kV vers du courant 33 kV, voire du 11 kV, fournissant une connexion vers le réseau de l'électricité de Wellington (en) de transmission et distribution desservant la zone du centre et du nord de la vallée de Hutt, allant de la localité de Trentham au nord à celle de Taita au sud. 
La ligne de 220 kV relie Haywards à la sous-station de Wilton pour alimenter le centre de Wellington City, et le nord vers Bunnythorpe près de Palmerston North pour la connexion avec le reste du réseau de l’île du Nord  , .